# Mafinga Central
Mafinga Central är en bergstopp i Malawi, på gränsen till Zambia. Den ligger i regionen Northern Region, i den norra delen av landet. Toppen på Mafinga Central är 2 339 meter över havet.
Terrängen runt Mafinga Central är huvudsakligen bergig. Mafinga Central är den högsta punkten i trakten. I omgivningarna runt Mafinga Central växer huvudsakligen savannskog.